# Premis CRIT
Els Premis CRIT són uns premis que se centren en la creació de contingut digital en llengua catalana. Els van crear el 2025 conjuntament 3Cat, la Fundació puntCat i l'Associació de Mitjans d'Informació i Comunicació.
La gala de la primera edició va tenir lloc el 20 de juny del 2025 al Teatre Nacional de Catalunya, situat a Barcelona. Va ser presentada per la periodista valenciana Nerea Sanfe i el meteoròleg català Gori Masip. Tot i que hi havia nominats influenciadors d'arreu dels Països Catalans, hi van tenir un pes destacable els valencians, ja que de cada cinc un era valencià i, de fet, bastants van vèncer en la categoria a la qual aspiraven. En aquest sentit, el viler Cabrafotuda va ser el més premiat, en ser l'únic a obtenir dos guardons. Al llarg de la gala es van pronunciar discursos a favor de la unitat de la llengua, de la normalització del català arreu dels Països Catalans i de la dimissió de Carlos Mazón com a president de la Generalitat Valenciana, sobretot arran de la gota freda del 2024. A més, l'acte va comptar amb l'actuació musical d'artistes com Svetlana, Ouineta, Fades i Samantha Hudson.
| Categoria                        | Finalistes | Guanyador                               | Refs.       |
| -------------------------------- | --- | --------------------------------------- | ----------- |
| Millor projecte de l'any         | La Ruta Dels Esmorzars L'Squad d'À Punt La Tropa A mi també em passa | La turra                                | [ 4 ] [ 5 ] |
| Millor creador de l'any          | Juliana Canet Cèlia Espanya Àvia Rosa heartattack! Parisio Productions | Cabrafotuda                             | [ 4 ] [ 5 ] |
| Projecte més innovador           | La Trinae Del poble al món Clímax Lo repte | Déus i Simis                            | [ 4 ] [ 5 ] |
| Millor campanya digital          | «València al cor» ( Abacus Cooperativa ) Esdeveniment «La Calçotada» ( Figa Flawas ) «Les decisions de merda: el concurs» ( Males Decisions i Gent de Merda ) «Generació de vidre» ( Deleito ) | «Amunt País Valencià» (Federació Llull) | [ 4 ] [ 5 ] |
| Millor creador emergent de l'any | Guillem Tarrés Lefki.B Paula Xiaodan Nando Durà | Co.torrita                              | [ 4 ] [ 5 ] |
| Entreteniment                    | Anam Fent La Sotana Tabac i Sobrassada La Trinae | El dolcet pal cafè                      | [ 4 ] [ 5 ] |
| Divulgació científica            | Joan Soler Sucarrats Explicat sexpsologa Clàudia Casero | Neurones Fregides                       | [ 4 ] [ 5 ] |
| Art i cultura                    | Tres Voltes Rebel Julen Music JDenisTM Júlia Mérida | Lefki.B                                 | [ 4 ] [ 5 ] |
| Informació i actualitat          | Valor i Preu Co.torrita La turra Crític | Cabrafotuda                             | [ 4 ] [ 5 ] |
| Compromís social                 | Cristian Llorens Georgina Mollà Laura Grau Alegria de Poble | Blanca Trull                            | [ 4 ] [ 5 ] |
| Esports                          | Sacha Kruithof Perelló Udet fm Kamala Prió | Kajol Escútia i Loren Muñoz (ex aequo)  | [ 4 ] [ 5 ] |
| Llengua                          | Lo Parlar Tortosí El Xitxo del Cabanyal La Incorrecta Mitja Catalana | Parlars Mallorquins                     | [ 4 ] [ 5 ] |
| Gastronomia                      | Cintet Croqueta de Xocolata Marta Clot Per sucar-hi pa(u) | La Ruta dels Esmorzars                  | [ 4 ] [ 5 ] |
| Humor                            | Marinadorqueguai Marc Sarrats Pol Mallafré L'Arrabassada | Parisio Productions                     | [ 4 ] [ 5 ] |
| Estil de vida                    | Pau Joanmiquel Laia Argelaguet Queralt Vidal Maria Vallespí | Cèlia Espanya                           | [ 4 ] [ 5 ] |
| Millor vídeo de l'any            | - | Alegria de Poble                        | [ 4 ] [ 5 ] |